# Nya hyss av Emil i Lönneberga
Pour plus de détails, voir Fiche technique et Distribution.
Nya hyss av Emil i Lönneberga est un film suédois réalisé par Olle Hellbom et sorti en 1972. 
C'est la deuxième adaptation des romans d'Astrid Lindgren Zozo la tornade. 

## Fiche technique
- Titre original : Nya hyss av Emil i Lönneberga
- Réalisation : Olle Hellbom
- Scénario : d'après les romans d'Astrid Lindgren
- Direction artistique : Stig Limér
- Costumes : Ingrid Dalunde, Inger Pehrsso
- Photographie : Kalle Bergholm
- Montage : Jan Perssonz
- Musique : Georg Riedel
- Production : Olle Nordemar
- Sociétés de production : Svensk Filmindustri
- Sociétés de distribution : Svensk Filmindustri
- Pays de production : Suède
- Langue : suédois
- Format : couleur - 35 mm - 1,37:1 - son mono
- Durée : 91 min.
- Date de sortie : 21 octobre 1972

### Distribution
- Astrid Lindgren : narratrice
- Jan Ohlsson : Emil
- Lena Wisborg : Ida
- Allan Edwall : Anton, leur père
- Emy Storm : Alma, leur mère
- Björn Gustafson : Alfred, Dräng
- Maud Hansson : Lina, Piga
- Carsta Löck : Krösa-Maja
- Hannelore Schroth : Fru Petrell
- Gus Dahlström : Stolle-Jocke
- Paul Esser : Doktor
- Georg Årlin : Präst
- Bertil Norström : Hästhandlare
- Rudolf Schündler : Borgmästare
- Stefan Grybe : Borgmästarens Pojke